# Будча

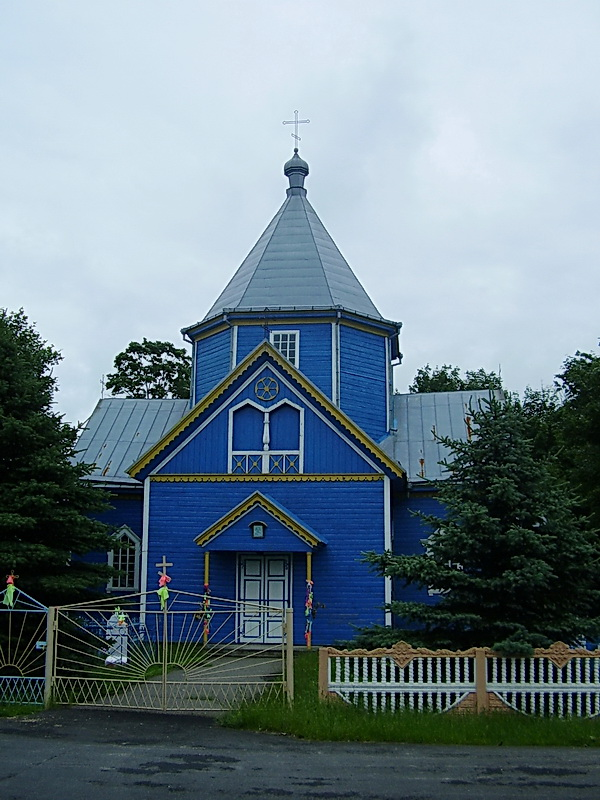
Спасо-Преображенская церковь

Бу́дча (бел. Бу́дча) — деревня в Ганцевичском районе Брестской области Беларуси, в составе Чудинского сельсовета. Население — 579 человек (2019).

## География
Будча находится в 28 км к востоку от Ганцевичей на границе с Минской областью. Деревня находится у юго-восточной оконечности водохранилища Локтыши близ места, где из него вытекает река Лань. Через Будчу проходит местная автодорога Огаревичи — Большие Круговичи — Будча — Чудин. Ближайшая ж/д станция — в Ганцевичах (линия Барановичи — Лунинец).

## История
Первое упоминание о Будче датируется 1515 годом, когда деревню купил князь Федор Иванович, последний представитель рода Ярославичей. В 1623 году греко-католический митрополит Иосиф Рутский освятил здесь церковь. Не позднее 1643 года Будча переходит к роду Радзивиллов.
После второго раздела Речи Посполитой (1793) в составе Российской империи, в Слуцком уезде Минской губернии.
В 1834 году — 55 дворов, 319 жителей. В 1836 году по инициативе властей жители Будчи перешли в православие. В 1896 году в селе построена деревянная Спасо-Преображенская церковь, в это же время открыта школа. В начале XX века в церкви служил Фёдор Новицкий, отец академика Евфимия Карского. В это время численность населения села быстро растет и к 1912 году достигает 887 человек.
Согласно Рижскому мирному договору (1921) деревня вошла в состав межвоенной Польши, где принадлежала Лунинецкому повету Полесского воеводства. С 1939 года в составе БССР.
С июня 1941 года по 5 июля 1944 года оккупирована немцами. 62 жителя села погибли в войну, в их числе мирные жители, партизаны и воины Советской армии. В 1960 году в их память в центре деревни установлен обелиск, в 1962 году — скульптура воина. В 1949 году в деревне проведена коллективизация. В 1966 году на базе существующей восьмилетней образована средняя школа. Согласно переписи 1970 года — 1479 жителей. В 1977 году около Будчи создано водохранилище Локтыши и рыбхоз.

## Достопримечательности
- Спасо-Преображенская церковь. В ряде источников именуется Юрьевской[4][5]. Построена из дерева в 1896 году. Памятник архитектуры, включена в Государственный список историко-культурных ценностей Республики Беларусь[5].
- Памятник землякам, погибшим в войну — обелиск и скульптура воина.
- Памятный знак в честь 500-летия первого упоминания деревни Будча в письменных источниках, установленный в 2015 г.